# Kalevala
Kalevala er gamle sagaer, sange og myter fra finsk mytologi samlet og sammensat af Elias Lönnrot (1802–84). Det er dels et helteepos, dels et epos om verdens skabelse og den finske kulturs ophav; dels en skildring af gamle tiders levevis og skikke. De etnografiske dele drejer sig især om  bryllupsfester, bjørnejagt og trylleformler. 

## Elias Lönnrots arbejde
Første udgave af Kalevala udkom i 1835, samlet og redigeret af Elias Lönnrot på grundlag af de episke digte, han havde indsamlet i Finland og Karelen. De var i et usædvanligt arkaisk tetrameter og havde  gennem 2.000 år været en del af den mundtlige overlevering i det baltisk-finske sprogområde. De havde overlevet århundreder under russisk og svensk overherredømme. Elias Lönnrot og hans medarbejdere fortsatte med indsamlingen af digte, og i 1849 kom en ny, udvidet udgave af Kalevala. Den udgave er den version, man har holdt sig til og baseret de fleste oversættelser på.  Udgaven fra 1835 var på 12.078 verselinjer; den nye på 22.795 verselinjer, fordelt på 50 sange.
Værket genspejler Elias Lönnrots livssyn som from kristen, ivrig efter at skildre finnerne som et civiliseret folkefærd med monoteistisk tro - dette som en del af nationsbygningen. Lönnrot indrømmede, at han kunne have benyttet de samme kilder til at udgive syv forskellige, men fuldgyldige versioner af Kalevala. 
Som nationalepos betragtet rummer Kalevala alle de otte motivtyper, Anthony D. Smith  lister op som relevante for en "national myte": Ophav i tid, ophav i rum, forfædre, vandringer, frigørelse, guldalder, nedgangstid og genfødsel. Flere steder skildres forholdet mellem hjemlandet Kalevala og Pohjola – det kolde land nordpå, som repræsenterer "det andet", det fremmede. Digtet rummer flere ophavsmyter: Verdens skabelse og hvordan ilden, øllet, jernet, musikinstrumentet kantelen og sygdom kom til menneskene. Her er også myter om, hvordan Sol og Måne befries fra fangenskab i Pohjolas bjerge. 

## Indhold
1. – 10. sang bærer overskriften Første Väinämöinen-cyklus og beskriver verdens skabelse, de første mennesker i landet Kaleva og helten herfra, den gamle og kloge Väinämöinens ungdomsoplevelser, der blandt andet bringer ham til Pohjola, landet i nord, hvor han møder Louhi, fruen i nord. 11. – 15. sang, Første Lemminkäinen-cyklus, beretter om et eventyr, som den anden helt, den smukke og utæmmelige Lemminkäinen, må igennem. Undervejs dør han, men vækkes til live af sin mor. 16 – 18. sang, Anden Väinämöinen-cyklus, fortæller videre om Väinämöinens skæbne, da han i konkurrence med smeden Ilmarinen skal gennemføre en række prøver for at blive gift med jomfruen fra Pohjola. I 19. – 25. sang, Ilmarinens giftermål, gennemfører smeden prøvelserne og bliver gift med jomfruen fra nord.
Sangene 26 – 30, Anden Lemminkäinen-cyklus, tager udgangspunkt i, at Lemminkäinen, efter ikke at være blevet inviteret til brylluppet, tager til Pohjola for at kæmpe med Herren herfra. Han må flygte fra hævnen og opdager, at hans hjem er nedbrændt, og han må selv hævne det. I 31. – 36. sang, Kullervo-cyklus, dræber Untamo sin bror Kalervo og hele hans husholdning, bortset fra hustruen, der føder Kullervo. Untamo pålægger Kullervo en række opgaver, som denne imidlertid saboterer, hvorfor han sælges som slave til Ilmarinen. Kullervo flygter og finder sin familie uskadt, men da han drager ud for at ødelægge Untamos land, indser han, at hans familie denne gang er blevet slået ihjel og begår i sin sorg selvmord.
I sangene 37 – 38, Anden Ilmarien-cyklus, smeder Ilmarinen sig en guldhustru, men finder hende kold. I stedet røver han jomfruen fra nords søster i landet Pohjola, som han dog heller ikke opnår lykken med. Han fortæller Väinämöinen om det skønne liv i Pohjola, som skyldes, at de har sampoen. I sangene 39 – 44, Tyveriet af sampoen (eller Tredje Väinämöinen-cyklus), drager de to derpå sammen med Lemminkäinen til Pohjola for at stjæle sampoen, hvilket lykkes, da Väinämöinen synger alle i bygningen i søvn. Louhi stabler imidlertid en stor hær på benene, forvandler sig til en ørn og kæmper for at få sampoen tilbage. Resultatet bliver, at den synker til havets bund.
Sangene 45 – 49, Louhis hævn over Kalevala, beskriver Louhis hævn over menneskene i Kaleva, som hun blandt andet sender sygdom og bjørne til. Hun gemmer også Månen og Solen og stjæler ilden fra Kaleva. Väinämöinen og Ilmarien genfinder ilden, og Väinämöinen tvinger Louhi til at skaffe Solen og Månen tilbage. 
I sang 50, Marjatta-cyklus, bliver kvinden Marjatta gravid efter at have spist et bær, og hun føder en søn (en historie parallel til Maria og Jesus). Väinämöinen beordrer barnet dræbt, men drengen taler og bebrejder Väinämöinen hans dårlige dømmekraft. Drengen bliver derpå udråbt som konge af Karelen, og Väinämöinen sejler bort, idet han dog efterlader sin kantele som et arvestykke til finnerne.

## Persongalleri
- Hovedpersonen er Väinämöinen, der er skjald og en slags shamanistisk helt med magiske evner inden for sang og musik. Han deltager i verdens skabelse og rejser herefter rundt i denne verden. Han spiller på kantelen, en finsk udgave af en citar. Hans leden efter en brud er et motiv i flere af sangene; men han finder aldrig en.
- Ilmarinen er en anden type helt, idet han er en mageløs smed. Han har blandt andet skabt himmelhvælvingen og den magiske sampo.
- Louhi, fruen fra nord, er en heks og overhoved for et folkeslag, der er rivaler til folket fra Kalava. Efter Lemminkäinens drab på hendes mand er hun alene om at regere. Hun lover sin datter til Ilmarinen, mod at han smeder sampoen til hende.
- Louhis datter, jomfruen fra nord, er Ilmarinens hustru og Kullervos modstander.
- Kullervo, den forældreløse dreng, der vokser op som slave og begår blodskam, der får ham til at tage sit liv; en historie, der inspirerede Tolkien til helteskikkelsen Turin Turambar i Silmarillion (påbegyndt i 1914, men først udgivet efter Tolkiens død). [5]
- Joukahainen, der efter at have tabt en sangdyst til Väinämöinen, lover ham sin søster Aino. Joukahainen vil efterfølgende have hævn og forsøger at dræbe Väinämöinen, men hans forsøg mislykkes, og Väinämöinen overtaler Louhi til at redde sig.
- Joukahainens søster Aino, der tager sit liv for at slippe for at blive gift med Väinämöinen.
- Den flotte og arrogante Lemminkäinen reddes af sin mor fra dødens flod. Det kan minde om Osiris-myten. Lemminkäinen deltager i tyveriet af sampoen.
- Kyllikki, der bortføres med vold af Lemminkäinen – men forelsker sig dybt i ham.
- Marjatta-sangen er en allegori om kristningen af Finland. Da Marjatta føder en søn uden for ægteskab, søger Väinämöinen at dræbe denne søn. Barnet viser sig at være klogt og overbeviser Väinämöinen om, at hans tid er forbi (svarende til hedenskabens nederlag), og han forlader denne verden.

## Skabelsen
Luftens jomfru, Ilmatar, besvangres af vind og vand.  Hun påkaldte hjælp fra Ukko, gud for luft og torden, der muligvis også var hendes far. En and lagde sine æg i Ilmatars skød, og fra dem skabtes verden. Ilmatar selv fødte Väinämöinen. 